# Kepler-44 b
 (mai 2025).
Kepler-44 b est une exoplanète de type Jupiter chaud en orbite autour de la naine jaune Kepler-44, située à environ 3 874,73 années-lumière de la Terre.

## Caractéristiques physiques
L'exoplanète se distingue par sa masse imposante de 1 MJ, son rayon de 1,1 RJ et sa température extrême de 1544 K.

## Orbite
Elle orbite à 0,04  unités astronomiques de son étoile, une distance comparable à celle de Mercure dans le système solaire.

## Découverte
L'exoplanète a été découverte par la méthode des transits en 2011.

## Habitabilité
Les conditions d'habitabilité de cette exoplanète ne sont pas déterminées ou ne sont pas connues.